# Deželna agencija za furlanski jezik
Deželna agencija za furlanski jezik (Agjenzie Regjonâl pe Lenghe Furlane, ARLeF) je javni organ Avtonomne dežele Furlanije - Julijske krajine, ki usklajuje dejavnosti za ohranjanje in spodbujanje furlanskega jezika na celotnem območju dežele.